# Barbara Ann Scottová
Barbara Ann Scottová (9. května 1928 Ottawa — 30. září 2012 Amelia Island, Florida) byla kanadská krasobruslařka, olympijská vítězka a mistryně světa.
V roce 1939 se stala juniorskou mistryní Kanady, v roce 1941 poprvé startovala na seniorském národním šampionátu a vybojovala stříbrnou medaili. Kanadský titul získala v letech 1944, 1945, 1946 a 1948, vyhrála mistrovství Severní Ameriky v krasobruslení 1945 a 1947, mistrovství světa v krasobruslení v letech 1947 a 1948 a ve stejných letech také mistrovství Evropy v krasobruslení, které tehdy bylo otevřené i pro mimoevropské závodníky. Na ZOH 1948 ve Svatém Mořici vyhrála s přehledem povinné cviky i volnou jízdu a stala se dosud jedinou kanadskou olympijskou vítězkou v soutěži žen. V letech 1945, 1947 a 1948 získala Lou Marsh Trophy pro nejlepšího kanadského sportovce roku. Po olympijských hrách ukončila amatérskou kariéru a vystupovala v různých ledních revue do roku 1955, kdy se provdala za novináře Thomase Kinga. Později působila jako krasobruslařská rozhodčí, vydala učebnici pro začínající krasobruslaře, věnovala se trénování závodních koní a provozovala kosmetický salón. V roce 1991 obdržela Řád Kanady. Byla jednou z osmi osobností, které nesly olympijskou vlajku při úvodním ceremoniálu olympiády ve Vancouveru.